# Уоллер, Хардресс
Сэр Хардресс Уоллер (англ. Sir Hardress Waller; ок. 1604 — 30 июля 1666) — англо-ирландский военный и политик, губернатор Лимерика (1651—1653).

## Биография
Считается, что Хардресс Уоллер родился около 1604 года в Чартэме, графство Кент. Единственный сын Джорджа Уоллера и Мэри Хардресс, оба умерли в 1622 году . Его отец продал родовые поместья в Грумбридже своему младшему брату Томасу в 1601 году и после этого жил на собственность его жены в Чартэме, где, вероятно, вырос Хардресс. Его двоюродным братом был генерал-парламентарий сэр Уильям Уоллер (ок. 1598—1668), старший сын Томаса.
В 1629 году Хардресс Уоллер женился на Элизабет Даудалл, урождённой Саутвелл , дочери сэра Томаса Саутвелла, английского поселенца с обширными землями в графстве Лимерик, благодаря которому он приобрел большое поместье в Каслтауне. У них было два сына, Уолтер (умер в конце 1650-х годов) и Джеймс (1636—1702), а также четыре дочери, все из которых заключили важные браки; Элизабет (1637—1708), жена сэра Мориса Фентона, Бриджит (1639—1721), жена Генри Кадогана, Энн (1641—1709), жена сэра Генри Инголдсби, 1-го баронета, близкого родственника Оливера Кромвеля, а Мэри, жена— сэра Джона Брукса. Эти связи гарантировали, что, несмотря на его осуждение за цареубийство в 1660 году, семья Уоллеров сохранила свои поместья в Каслтауне и оставалась значимой фигурой в обществе Манстера в XX века.

### 1625—1646 гг.
Подробности о начале карьеры Хардресса Уоллера ограничены; его дядя Томас воевал в Ирландии при Елизавете I Тюдор, а в 1625 году Уоллер присоединился к полку, собранному для Англо-испанской войны (1625—1630) Уильямом Сент-Леджером, лордом-президентом Манстера. Набранные для катастрофического нападения на Кадис в 1625 году, корабли с его отрядом были выброшены на берег в Ирландии и так и не достигли Испании. Посвященный в рыцари в 1629 году, он поселился в Ирландии после женитьбы и был избран в парламент Ирландии в 1634 году от Аскитона, затем от графства Лимерик в 1639 году. Хардресс Уоллер был ведущим оппонентом Томаса Уэнтуорта, 1-го графа Страффорда, который служил лордом-депутатом Ирландии с 1632 по 1640 год. В декабре 1640 года он был выбран ирландским парламентом для подачи петиции с нападками на графа Страффорда в Долгий парламент в Вестминстере. Некоторые из их жалоб были включены в обвинения, закончившиеся его казнью в мае 1641 года.

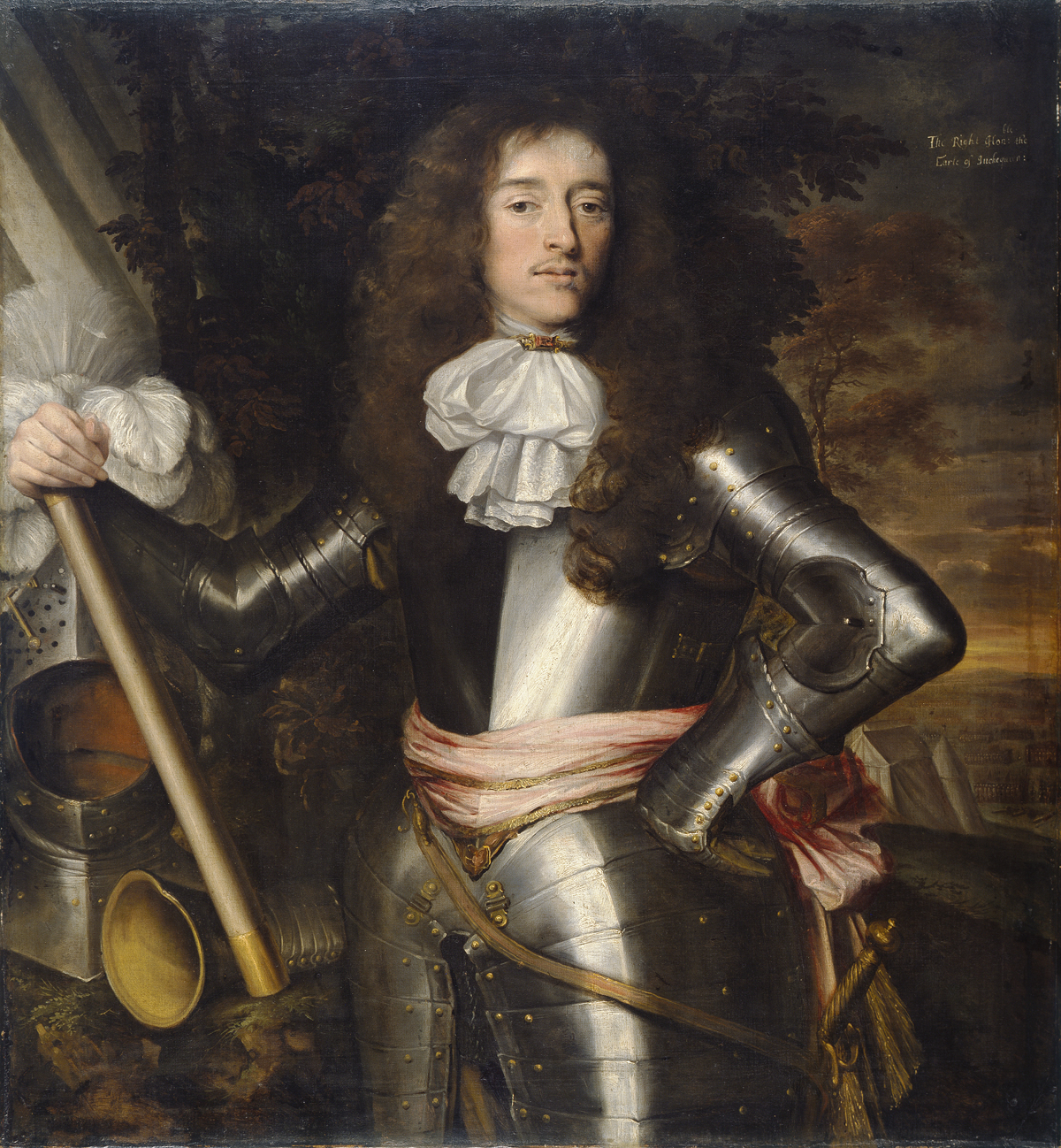
С 1642 по 1644 год Уоллер служил под началом графа Инчикуина, протестантского лидера в Мюнстере.

После начала Ирландского восстания 1641 года Хардресс Уоллер был осажден в своем замке в Каслтауне Патриком Перселлом в марте 1642 года. Нехватка воды вынудила его сдаться шесть недель спустя, и впоследствии он утверждал, что потерял имущество на сумму более 11 000 фунтов стерлингов. Он был назначен подполковником армии, созданной для подавления восстания, и членом протестантского военного совета в Манстере, но начало Первой гражданской войны в Англии в августе 1642 года положило конец поставкам людей и денег из Англии. В сентябре граф Инчикуин, протестантский лидер в Манстере, отправил Уоллера в столицу роялистов Оксфорд с просьбой о дополнительных ресурсах.
Однако король Карл I Стюарт хотел использовать свою ирландскую армию, чтобы помочь выиграть войну в Англии, и в сентябре 1643 года заключил перемирие с Католической конфедерацией. Фракции обеих сторон возражали против условий, которые включали переговоры о свободе вероисповедания для католиков и конституционных реформах. Протестанты увидели в этом угрозу, в то время как многие конфедераты чувствовали, что находятся на грани победы, и ничего не получили от перемирия; они также хорошо знали, что любые уступки, сделанные Карлом I католикам в Ирландии, подрывают его положение в Англии и Шотландии.
Не сумев убедить Карла I Стюарта не перебрасывать войска из Ирландии в Англию, Инчикуин в июле 1644 года выступил в парламент, и Уоллер переехал в Лондон. К началу 1645 года он служил в Западной армии своего двоюродного брата Уильяма, а когда в апреле 1645 года была сформирована Армия нового образца, ему было поручено командовать пехотным полком. В июне он сражался при Нейсби, затем в Лэнгпорте, Бристоле и Бейсинг-Хаусе, где был ранен. Когда Карл сдался в апреле 1646 года, он был частью войск, осаждавших Эксетер.

### 1647—1666 гг.
Хотя его двоюродный брат сэр Уильям Уоллер был умеренным пресвитерианом, во время службы в «армии нового образца» Хардресс Уоллер стал религиозным независимым и поклонником Оливера Кромвеля. Он вернулся в Ирландию в феврале 1647 года, но поссорился с Инчикуином и вернулся в Англию, где стал все более активно участвовать в радикальной политике и принял участие в дебатах в Патни. Во время Второй гражданской войны в Англии 1648 года он служил парламентским командующим в сильно роялистской Западной стране и успешно подавил ряд местных восстаний. Войска его полка приняли участие в чистке прайда в декабре, в результате которой умеренные депутаты были исключены из парламента, а он был одним из 59 судей, подписавших смертный приговор для казни Карла I в январе 1649 года. Он был единственным ирландским протестантом. сделать это; многие другие, в том числе Инчикуин, решительно выступали против этого и сражались на стороне роялистов во время завоевания Ирландии Кромвелем в 1650—1652 годах.

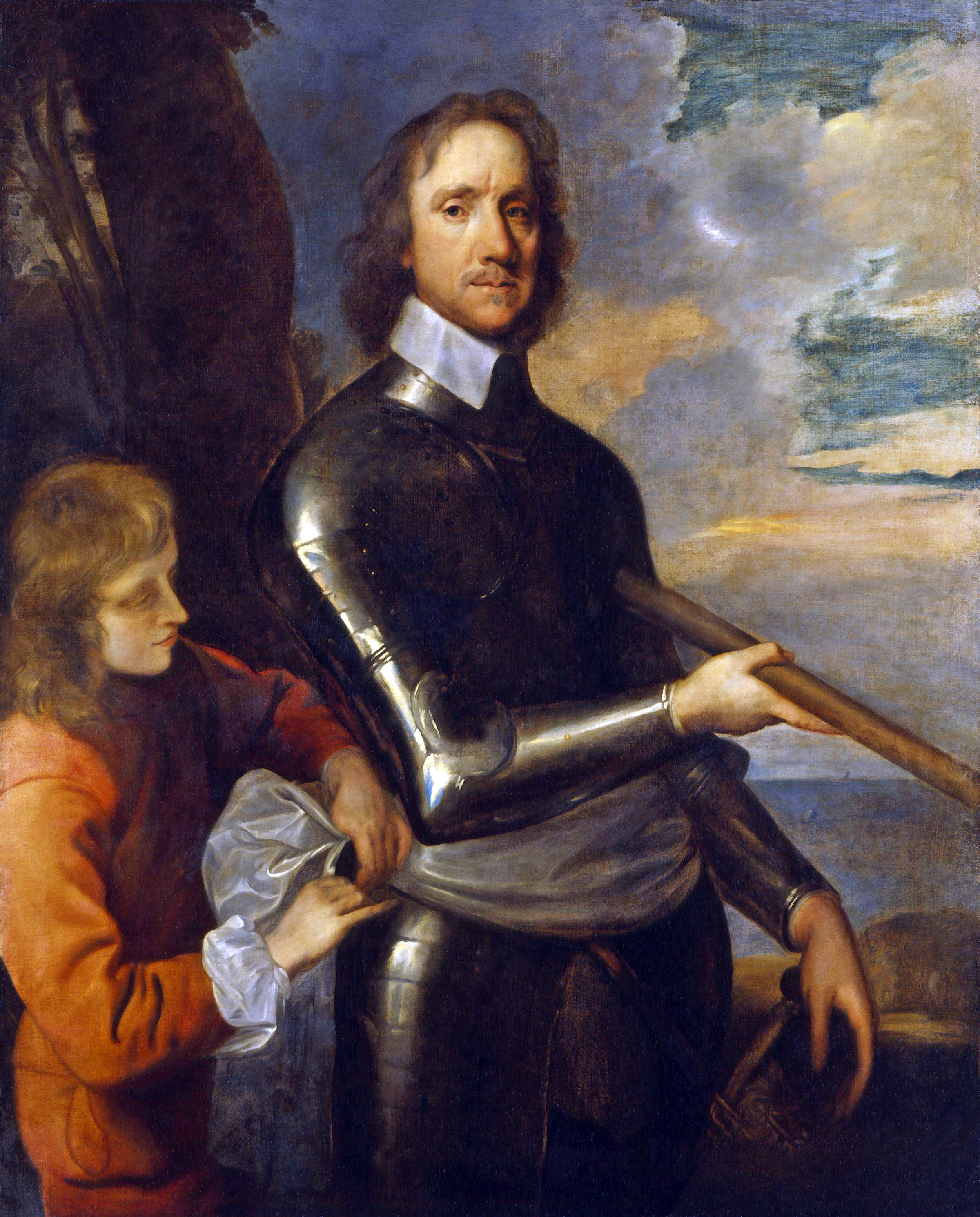
К 1646 году Уоллер стал поклонником Оливера Кромвеля, которого он поддерживал на протяжении всего Протектората.

В декабре 1649 года Хардресс Уоллер был освобожден от своего командования на юго-западе Англии и присоединился к Оливеру Кромвелю в Ирландии, который вернулся в Англию в мае 1650 года . Получив в июне звание генерал-майора, Уоллер в июле захватил замок Карлоу и был назначен губернатором Лимерика после он сдался в октябре 1651 года. Это положило конец крупным военным операциям, хотя партизанская война продолжалась до 1653 года. Во время Протектората Уоллер обладал значительным политическим влиянием; его зять сэр Генри Инголдсби заменил его на посту губернатора Лимерика в 1653 году, и эти двое мужчин были депутатами от графства Клэр, графства Лимерик и графства Керри в парламентах протектората 1654, 1656 и 1659 годов.
Однако личная преданность Хардресса Уоллера Кромвелю и статус цареубийцы изолировали его от других ирландских протестантов, большинство из которых были либо враждебны Содружеству, либо с подозрением относились к амбициям Оливера Кромвеля. В политическом хаосе, последовавшем за отставкой Ричарда Кромвеля в 1659 году, Хардресс Уоллер выступил против Реставрации династии Стюартов и в феврале 1660 года организовал попытку государственного переворота в Лимерике. Это было быстро подавлено сэром Чарльзом Кутом и лордом Брогхиллом, что стало последней военной акцией Войн трёх королевств в Ирландии.
Отправленный в Англию в качестве заключенного, ему удалось бежать во Францию, затем он вернулся в Лондон, надеясь воспользоваться Законом о возмещении ущерба и забвении. Один из двух цареубийц, признавших себя виновными, он утверждал, что был назначен на суд без его ведома, но республиканец Эдмунд Ладлоу отверг это предположение как указывающее на «человека, который скажет что угодно, чтобы спасти свою жизнь». Приговоренный к смертной казни, его приговор был заменен пожизненным заключением, при этом ему также было разрешено сохранить свои земли. Он был заключен в тюрьму в Монт-Оргёе, Джерси, где и умер в 1666 году.